# Max Dawison

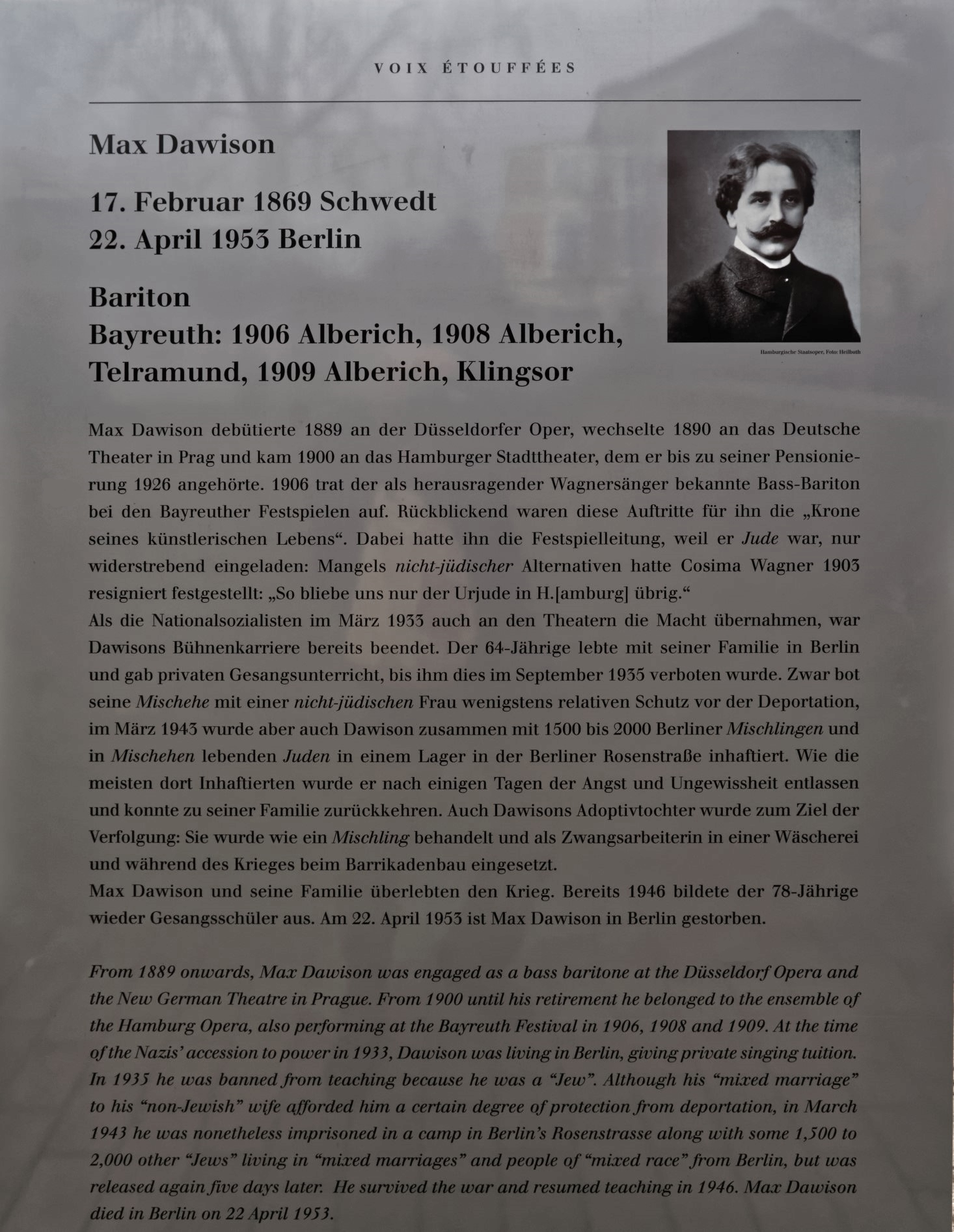
Max Dawison (Verstummte Stimmen).

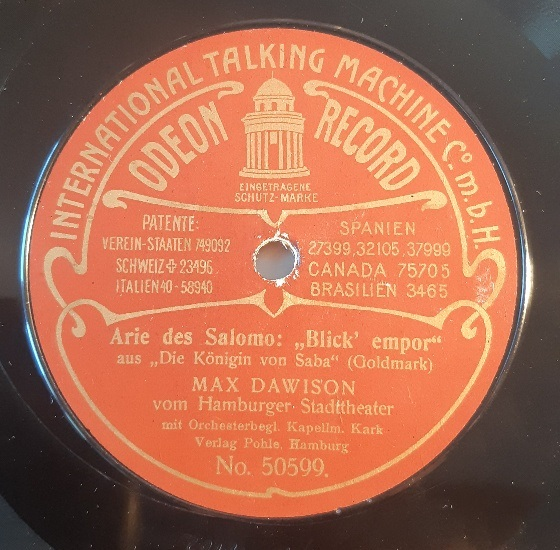
Schallplatte von Max Dawison aus dem Jahre 1909

Max Dawison (geboren als Max Davidsohn am 17. Februar 1869 in Schwedt/Oder; gestorben am 22. April 1953 in Berlin-Wilmersdorf) war ein deutscher Opernsänger (Bass, Bariton, Bassbariton).

## Leben
Max Davidsohn wurde als dritter Sohn von Hermann und Friederike Davidsohn geboren. Als Künstlernamen  wählte er Dawison, 1929 erfolgte eine offizielle Namensänderung. Sein Vater war orthodoxer Kantor, sein Großonkel war der Schauspieler Bogumil Dawison (1818–1872), sein jüngerer Bruder Magnus Davidsohn (1877–1958) war zunächst Opernsänger und wurde später ein berühmter Synagogenkantor. Dawison erhielt bereits im Elternhaus musikalische Anregungen. Sein Vater besaß eine schöne Baritonstimme und auch seine Geschwister pflegten die Gesangskunst. Als er die Realschule beendet hatte, entschloss er sich Bühnensänger zu werden.
Seinen ersten Gesangsunterricht erhielt er am Kullak’schen Konservatorium in Berlin bei Adolf Zebrian. Danach ging er ans Kölner Konservatorium zu Benno Stolzenberg. Seine Ausbildung beendete er bei Mariano Padilla y Ramos und Désirée Artôt de Padilla in Paris.
Er debütierte 1889 am Opernhaus von Düsseldorf als „Heerrufer“ im Lohengrin. Noch im selben Jahr wirkte er am Krollschen Theater in Berlin und debütierte am 10. Oktober 1890 am Neuen Deutschen Theater Prag als „Holländer“. Am 31. Mai 1900 verabschiedete er sich dort als „Hans Sachs“ in Richard Wagners Oper Die Meistersinger von Nürnberg. Im Februar 1900 erregte er in Kopenhagen als „Wanderer“ in der dortigen Erstaufführung des Siegfried beträchtliches Aufsehen.
Als er 1903 für zwei Rollen zu den Bayreuther Festspielen verpflichtet wurde, bedauerte Cosima Wagner, dass dafür kein anderer Künstler, „nur der Urjude aus Hamburg“, zur Verfügung gestanden habe. Bei den Bayreuther Festspielen trat Dawison als „Alberich“ in Der Ring des Nibelungen (1906–1909), als „Friedrich von Telramund“ in Lohengrin (1908) und als „Klingsor“ in Parsifal (1909) auf.
Von 1900 bis 1926 war er am Hamburger Stadttheater tätig, bis 1918 als festes Mitglied, danach als ständiger Gast. In Hamburg sang er u. a. in den deutschen Erstaufführungen der Opern Adriana Lecouvreur (1903; als „Michonnet“) und 1906 in Le jongleur de Notre-Dame von Jules Massenet.
Im Laufe seiner Karriere wirkte Dawison außerdem in mehreren Uraufführungen von Opern mit: als „Verin“ in Donna Diana (Deutsches Theater Prag, Dezember 1894) und in Der zerbrochene Krug von Josef Jarno (Opernhaus Hamburg, Januar 1903). Eng verbunden war Dawison mit dem Opernschaffen von Siegfried Wagner. Er sang in Hamburg in den Uraufführungen von dessen Opern Der Kobold (Januar 1904), Bruder Lustig (Oktober 1905) und Sternengebot (Januar 1908).
Ab 1926 wirkte Dawison als Gesangspädagoge in Hamburg. 1929 wurde er Leiter der Opernschule am Klindworth-Scharwenka-Konservatorium in Berlin. Als Jude wurde Dawison 1935 das Unterrichten untersagt. Da er ab 1915 in zweiter Ehe mit der Nichtjüdin Sophie Loose (* 1874 Berlin; † 1954 ebendort) verheiratet war, blieb ihm das Schicksal der Deportation und Ermordung erspart. Dennoch wurde er am 2. März 1943 verhaftet und in das Sammellager Rosenstraße in Berlin verbracht. Nach fünf Tagen wurde er wieder befreit, während seine Adoptivtochter zu Zwangsarbeit herangezogen wurde. 1946 nahm er die Unterrichtstätigkeit wieder auf.
Von Dawison sind sehr seltene Schallplatten bei G&T (Hamburg 1904) und Odeon (Berlin 1906–11) sowie drei Edison-Amberol-Cylinder (Berlin 1911) erhalten.

## Repertoire
Dawisons Repertoire umfasste nahezu 150 Fachpartien, meist aus dem Rollenfach des Kavalier- und des Heldenbaritons. Zu seinen Rollen gehörten u. a. die Titelrolle in Don Giovanni, „Lysiart“ in Euryanthe, „Mephisto“ in Margarethe, „Graf Luna“ in Il trovatore, „Vater Germont“ in La traviata, „Graf René“ in Un ballo in maschera, „Alfio“ in Cavalleria rusticana, „Wolfram von Eschenbach“ in Tannhäuser und „Jochanaan“ in Salome.

### NS-Publikationen
- Theo Stengel, Herbert Gerigk (Bearb.): Lexikon der Juden in der Musik. Mit einem Titelverzeichnis jüdischer Werke. Zusammengestellt im Auftrag der Reichsleitung der NSDAP auf Grund behördlicher, parteiamtlich geprüfter Unterlagen, (= Veröffentlichungen des Instituts der NSDAP zur Erforschung der Judenfrage. Bd. 2). Bernhard Hahnefeld, Berlin 1941, (1. Aufl. 1940, antisemitische Publikation).
- Hans Brückner, Christa Maria Rock (Hrsg.): Judentum und Musik – mit einem ABC jüdischer und nichtarischer Musikbeflissener. 3. Auflage. Brückner, München 1938, (1. Aufl. 1935, 2. Aufl. 1936, antisemitische Publikation).